# بیژآباد
بیژآباد، روستایی از توابع بخش مرکزی شهرستان اشنویه در استان آذربایجان غربی ایران است.

## جمعیت
این روستا در دهستان اشنویه شمالی قرار دارد و براساس سرشماری مرکز آمار ایران در سال ۱۳۸۵، جمعیت آن ۳۹۱ نفر (۶۵ خانوار) بوده‌است.